# اوپیکی

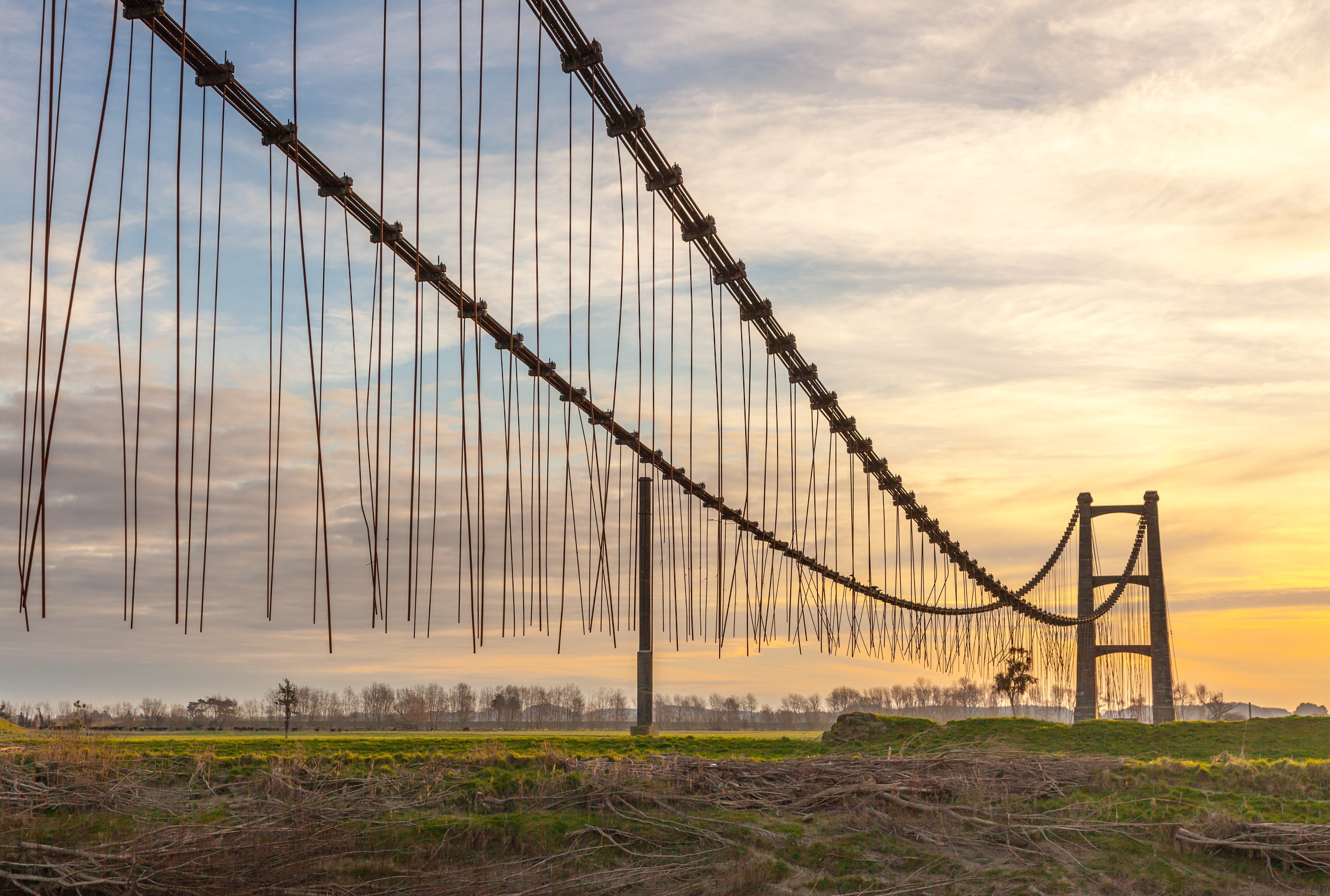
پل عوارضی اوپیکی

اوپیکی یک روستای کوچک در منطقه هوروهنوا در جزیره شمالی نیوزیلند است. این روستا در دشت سیلابی رودخانه ماناواتو، ۱۵ کیلومتر (۹ مایل) جنوب غربی پالمرستون نورث واقع شده است.
اوپیکی و اطراف آن در سرشماری ۲۰۱۳ نیوزیلند جمعیتی ۵۲۲ نفره داشت که نسبت به سرشماری ۲۰۰۶، ۳ نفر افزایش نشان می‌داد. ۲۶۴ نفر مرد و ۲۶۱ نفر زن بودند. ارقام گرد شده‌اند و ممکن است با مجموع کل مطابقت نداشته باشند. ۹۲.۶٪ اروپایی/پاکها، ۷.۴٪ مائوری، ۲.۵٪ اقوام اقیانوس آرام و ۳.۱٪ آسیایی بودند.
وزارت فرهنگ و میراث نیوزیلند ترجمه «مکان بالا رفتن» را برای اوپیکی ارائه می‌دهد.

## آموزش
مدرسه اوپیکی یک مدرسه ابتدایی دولتی مختلط است که به دانش‌آموزان از سال ۱ تا ۸ خدمت می‌دهد، با تعداد ۱۲۶ دانش‌آموز تا مارس ۲۰۲۵.